# Polizeiruf 110: Bitte zahlen
Bitte zahlen ist ein deutscher Kriminalfilm von Peter Vogel aus dem Jahr 1976. Der Fernsehfilm erschien als 43. Folge der Filmreihe Polizeiruf 110.

## Handlung
Auf der Einweihungsfeier von Wolfgang Polisch, Küchenchef eines Interhotels, überrascht Polischs Freundin Christa einen Einbrecher im Haus. Es handelt sich um Udo Kröger, den Polisch kennt, weil er das Hotel von einem Schlachthof aus mit Fleisch beliefert. Erst auf Druck der anwesenden Gäste ruft Polisch die Polizei. Oberleutnant Jürgen Hübner, Leutnant Vera Arndt und Kriminalmeister Lutz Subras stehen bald vor einem Rätsel: Polisch spielt den Einbruch herunter, während Kröger behauptet, Polischs Villa angetrunken mit einer Bar verwechselt zu haben. Die Ermittler hoffen, Kröger zu einer Aussage bewegen zu können, doch verweigert er die Aussage. Kröger wird auf freien Fuß gesetzt, jedoch von der Polizei beschattet. Sein erster Weg führt ihn zu seiner Verlobten Gisela, die ein Kind von ihm erwartet. Schon kurze Zeit später erreicht ihn ein Anruf von Polisch, der sich mit ihm treffen möchte.
Polisch, Kellner Erwin Loderer und Udo Kröger machen schon seit vier Jahren gemeinsame Sache. Kröger zweigt seit dieser Zeit Fleisch vom Schlachthof ab. Polisch verarbeitet das Fleisch in der Hotelküche und Loderer rechnet weniger ab, als er verkauft. Alle drei haben über die Jahre Gewinn gemacht, jedoch ungleichen. Konnte Kröger in vier Jahren rund 8.000 Mark beiseiteschaffen, leistet sich Polisch ein Leben in Luxus mit neuer Villa. Auch Loderer hat nur einen Bruchteil des Geldes von Polisch ergaunern können. Polisch und Loderer erhalten jedoch kurz nach Krögers Freilassung Erpresserbriefe. In ihnen werden sie aufgefordert, 10.000 Mark zu zahlen, um nicht verraten zu werden. Polisch glaubt, Kröger erpresst sie, und schlägt ihn beim Treffen zusammen. Subras, der Kröger beschattet hat, nimmt Kröger mit aufs Revier. Kröger sagt aus, dass Polisch glaubt, von ihm erpresst zu werden. Polisch wiederum streitet dies ab, verrät jedoch ungewollt, dass Christa den Ermittlern von der Erpressung berichtet haben muss. Sie hatte tatsächlich den Erpresserbrief gefunden und gelesen. Bei ihrer Befragung berichtet sie den Ermittlern nun von der Geldforderung, so sollen die 10.000 Mark im Keller des Hotels platziert werden.
Am Übergabetag sind die Ermittler vorbereitet. Subras wird als neuer Kellner ins Hotelteam eingeschleust. Überwachungskameras erfassen den Kellerbereich. Tatsächlich sehen die Ermittler, wie Polisch die geforderte Summe im Keller hinterlegt. Loderer kommt kurz hinzu, um den aktuellen Stand zu erfahren, wird jedoch von Polisch weggeschickt. Das Geld wird über einen nicht von der Kamera erfassten Bereich gestohlen, doch haben die Ermittler den Mann erkannt: Es war Loderer, der endlich auch einmal das große Geld haben wollte. Loderer und Polisch werden festgenommen und inhaftiert – wie zuvor bereits Kröger.

## Produktion

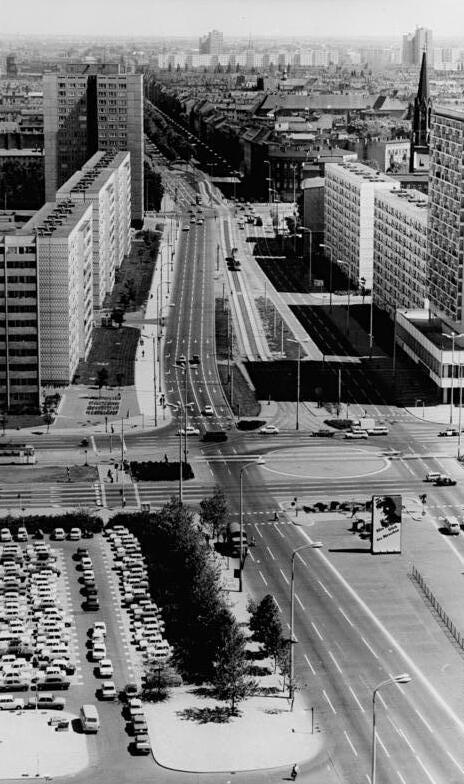
Blick vom Haus des Reisens auf die Hans-Beimler-Straße (1977), ähnlich der Einstellung im Film

Bitte zahlen wurde vom 12. Mai bis 26. Juni 1976 in Ost-Berlin, Frankfurt an der Oder und Halle (Saale) gedreht. Drehorte in Berlin waren unter anderem ein Café im Hochhaus an der Rüdersdorfer Str. 21 an der Ecke zur Straße der Pariser Kommune am Franz-Mehring-Platz in Friedrichshain, die Ecke Kaskelstraße/Hauffstraße nahe dem S-Bahnhof Nöldnerplatz, die Schulze-Boysen-Straße sowie die Mollstraße und die Berolinastraße in der Nähe des früheren Interhotels Berolina. Eine Einstellung wurde zudem im Haus des Reisens mit Blick auf die Kreuzung Mollstraße/Hans-Beimler-Straße (heutige Otto-Braun-Straße) im Bezirk Mitte gedreht. In Halle wurden unter anderem in der damaligen Klement-Gottwald-Straße, der heutigen Leipziger Straße Außenaufnahmen gemacht.
In einer Einstellung, die in einer Fußgängerunterführung spielt, ist zu Beginn kurzzeitig ein Schild in der Art eines Wegweisers zu sehen, auf dem der Name des Kameramannes des Filmes Tilman Dähn steht.
Die Kostüme des Films schuf Ursula Wolf, die Filmbauten stammen von K.P.M. Wulff. Der Film erlebte am 12. Dezember 1976 im 1. Programm des Fernsehens der DDR seine Fernsehpremiere. Mit einer Zuschauerbeteiligung von 69,8 Prozent ist Bitte zahlen der seit Einführung der Zuschauerbeteiligungsermittlung prozentual meistgesehene Polizeiruf aller Zeiten.
Es war die 43. Folge der Filmreihe Polizeiruf 110. Oberleutnant Jürgen Hübner ermittelte in seinem 20. Fall, Leutnant Vera Arndt in ihrem 30. Fall und Kriminalmeister Lutz Subras in seinem 24. Fall.